# Miami, Florida
Miami je grad smješten u jugoistočnom kutu američke savezne države Floride. Miami je drugi najveći grad na Floridi te najveći grad i sjedište okruga Miami-Dade. Također je najveći grad u metropolitanskom području ("Područje utjecaja") južne Floride, koje se sastoji od okruga Miami-Dade, Broward i Palm Beach te je najveće metropolitansko područje u jugoistočnom SAD-u.
Veliki porast broja stanovnika posljednjih godina rezultat je migracija unutar SAD-a kao i imigracije. Šire područje Miamija mjesto je gdje se susreću brojne kulture i nalazi se pod snažnim utjecajem velike populacije etničkih Latinoamerikanaca i karipskih otočana, od kojih su mnogi izvorni govornici španjolskog i haićanskog jezika.
Važnost regije kao međunarodnog financijskog i kulturalnog središta uzdigla je Miami do statusa svjetskog grada, a uz Atlantu grad je jedno od najvažnijih poslovnih središta u jugoistočnom SAD-u.

## Povijest
Miami je kao grad službeno osnovan 28. srpnja 1896. godine, dok je područje na kojem je grad osnovan bilo naseljeno više od tisuću godina Tequesta Indijancima, a to je područje 1566., Španjolskoj prisvojio Pedro Menéndez de Avilés. Španjolska misija izgrađena je godinu kasnije. Godine 1836., sagrađena je tvrđava Dallas gdje su se odvijale bitke tijekom Drugog seminolskog rata. U 1920-ima, događa se veliki porast stanovništva i izgradnje infrastrukture. Do 1940., u Miamiju je živjelo 172 172 stanovnika.
Nagli razvoj grada počinje dolaskom željeznice. Lokalna uzgajivačica citrusa Julia Tuttle, uvjerila je željezničkog magnata Henryja Flaglera u gradnju željeznice sve do Miamija. Dana 28. srpnja 1896., Miami je službeno proglašen gradom s preko 300 stanovnika.
Nagli razvoj grada koji je počeo 1920-ih, poremetile su krize nekretnina, uragan 1926., te velika depresija 1930-ih. Početkom Drugog svjetskog rata, Miami je zbog svog položaja odigrao važnu ulogu u borbi protiv njemačkih podmornica. Rat je potaknuo rast stanovništva čiji se broj podigao na skoro pola milijuna. Dolaskom Castrovog režima na vlast na Kubi 1959. godine, veliki broj Kubanaca doselio se u Miami, što je dodatno povećalo broj stanovnika. Od novijih kriza najznačajnije su pobuna zbog premlaćivanja Arthura McDuffieja, narko ratovi, uragan Andrew, te afera Eliána Gonzáleza. Danas je Miami grad u velikom razvoju, koji privlači veliki broj stanovnika.

## Zemljopis
Miami se, zajedno sa svojim predgrađima, nalazi na širokoj ravnici između močvarnog područja Everglades na zapadu i zaljeva Biscayne na istoku. Prosječna nadmorska visina ovog područja je dva metra, a najviša visina teritorija ne prelazi 12 metara. U južnim dijelovima aglomerizacijskog područja Miamija nalazi se brdoviti Miami Rock Ridge.
Glavni dio grada nalazi se na obalama zaljeva Biscayne, gdje se nalazi nekoliko stotina prirodnih i umjetnih otoka u plićaku, od kojih se na najvećem nalazi Miami Beach zajedno s poznatim dijelom South Beach.

### Klima
U Miamiju vlada topla i blaga tropska klima tijekom cijele godine, koja je pod umjerenim utjecajem golfske struje koja prolazi 24 km od obale. Prosječna godišnja temperatura je 24 °C. Najmanja prosječna godišnja temperatura je 15,1 °C (siječanj), a najviša 31,6 °C (srpanj). Prosječna godišnja količina padalina je 1480 mm. Najkišovitiji mjesec je lipanj s 220 mm kiše.
Najviša temperatura u gradu je zabilježena 21. srpnja 1942. godine, a iznosila je 37,8 °C. Najniža temperatura je zabilježena 27. siječnja 1940., i to –2°C. Snijeg je u gradu pao samo jednom, 20. siječnja 1977. godine.
| Mjesec                       | sij. | velj. | ožu. | tra. | svi. | lip. | srp. | kol. | ruj. | lis. | stu. | pro. |
| ---------------------------- | ---- | ----- | ---- | ---- | ---- | ---- | ---- | ---- | ---- | ---- | ---- | ---- |
| Prosječna temperatura (u °C) | 20   | 20    | 22   | 23   | 26   | 27   | 28   | 28   | 27   | 26   | 23   | 20   |
| Prosječne padaline (u mm)    | 50   | 50    | 60   | 70   | 140  | 220  | 150  | 190  | 210  | 170  | 70   | 40   |

Budući da se nalazi između dvije velike vodene površine koje su poznate po orkanskoj aktivnosti, Miami je prema statistici veliki grad kojeg će najvjerojatnije zahvatiti ova nepogoda. Grad je pretrpio uragane Cleo (1964.), Betsy (1965.), Andrew (1992.), Irene (1999.), te uragane Katrina i Wilma 2005. godine.

## Stanovništvo
Područje grada Miamija je 43. po broju stanovnika u SAD-u. U cijelom južnofloridskom urbanom području, koje uključuje okruge Miami-Dade, Broward i Palm Beach, živi više od 5,4 milijuna stanovnika, po čemu je šesto u SAD-u po naseljenosti i najveće urbano područje u jugoistočnom SAD-u.
Prema popisu stanovništva iz 2006. godine, na području grada živi 404.048 stanovnika, a rasni sastav grada je sljedeći:
- 66,62% bijelci (11,8% su bijelci koji nisu hispanskog podrijetla)[4]
- 22,31% crnci (od kojih je veliki broj karipskog podrijetla)
- 0,22% Indijanci
- 0,66% azijci
- 0,04% stanovništvo s pacifičkih otoka
- 5,42% druge rase
- 4,74% dvije ili više rasa
- 65,76% činilo je stanovništvo hispanskog podrijetla.

| Razvoj stanovništva Miamija |       |       |       |        |         |         |         |         |         |
| Godina                      | 1850. | 1896. | 1910. | 1920.  | 1950.   | 1980.   | 1990.   | 2000.   | 2006.   |
| Stanovništvo                | 96    | 300   | 5 500 | 30 000 | 172 000 | 346 681 | 358 648 | 362 470 | 404 048 |

Prema nacionalnom ili etničkom podrijetlu, 34.1% stanovništva grada čine Kubanci, 22.3% Afroamerikanci, 5.6% Nikaragvanci, 5.0% Haićani, 3.6% Portorikanci i 3.3% Hondurašani. Prema UN-ovom programu za razvoj, Miami je prvi u svijetu po postotku stanovništva koje nije rođeno u zemlji u kojoj se nalazi grad (59%), a slijedi ga Toronto (50%).
Od 134 198 domaćinstava :
- 26,3% imaju najmanje jedno maloljetno dijete
- 36,6% čine vjenčani parovi
- 18,7% su samohrani roditelji
- 37,9% ne čine obitelji

Prosječna veličina domaćinstva je 2,61 osoba, a obitelji 3,25 članova.
Stanovništvo prema dobi čine :
- 21,7% maloljetnici,
- 8,8% od 18 do 24 godine,
- 30,3% od 25 do 44 godine,
- 22,2% od 45 do 64 godine,
- 17% stariji od 65 godina.

Stanovništvo je relativno staro : srednja starost stanovništva je 39,2 godine, naspram 36,4 godine što je američki prosjek. Spolni omjer je 100 žena na 98,9 muškaraca. Među odraslim stanovništvom na 100 žena dolazi 97,3 muškaraca.

### Jezici
Tri službena gradska jezika su engleski, španjolski i haićanski (oblik kreolskog francuskog). Uz ove jezike u gradu se govori i mnoštvom drugih jezika. Grad ima najveći broj govornika španjolskog jezika u nelatinskoj Americi.
Godine 2000., za 66.75% stanovništva materinski jezik je bio španjolski. Govornici engleskog čine 25.45%, kreolskog francuskog 5.20%, a francuskog 0.76% stanovništva. Druge materinske jezike stanovništva činili su portugalski s 0.41%, njemački s 0.18%, talijanski s 0.16%, arapski s 0.15%, kineski s 0.11%, i grčki s 0.08% stanovništva.
Postotak stanovništva grada kojima materinski jezik nije engleski je ukupno 74.54%, što je jedan od najvećih postotaka u SAD-u.

## Gospodarstvo
Miami je jedan od najvažnijih financijskih središta u SAD-u. Grad je središte regionalne trgovine sa snažnom međunarodnom poslovnom zajednicom. Zbog blizine s Latinskom Amerikom grad je sjedište za latinoameričke operacije za više od 1400 multinacionalnih kompanija, uključujući AIG, American Airlines, Cisco, Disney, Exxon, FedEx, Kraft Foods, Microsoft, Oracle, SBC Communications, Sony, i Visa International. Sjedišta nekoliko velikih kompanija nalaze se na području Miamija, uključujući Alienware, Bacardi, Brightstar Corporation, Burger King, Carnival Cruise Lines, Espírito Santo Financial Group, Greenberg Traurig, Interval International, Lennar, Norwegian Cruise Lines, Perry Ellis International, Royal Caribbean Cruise Lines, Ryder Systems, Telefonica USA, TeleFutura, Telemundo, U.S. Century Bank i World Fuel Services. Međunarodna zračna luka u Miamiju, kao i morska luka su među najaktivnijim lukama u SAD-u, pogotovo po prijevozu tereta iz Južne Amerike i Kariba. U središtu Miamija nalazi se najveća koncentracija međunarodnih banaka u SAD-u. Grad je bio domaćin pregovorima o Američkom slobodnom trgovinskom području 2003. godine.
Vrlo važan dio gospodarstva čini i turizam, što se posebno odnosi na plaže šireg područja Miamija koje privlače posjetitelje iz cijelog svijeta, te dio širek područja grada namijenjen noćnom životu, koji se nalazi u South Beachu u Miami Beachu. U industrijskom smislu Miami je važno kamenolomsko i skladišno središte.
Prema podacima Ureda za popis stanovništva SAD-a, Miami je treći grad po siromaštvu u SAD-u, a iza njega su samo Detroit u Michiganu i El Paso u Teksasu. Ovo je i jedan od rijetkih gradova u SAD-u čije je lokalna vlast bankrotirala, 2001. godine Ovo je također i jedan od gradova u kojem je život najneisplativiji, prosjek cijene smještaja iznosi 42,8% prosječnog dohotka, dok je nacionalni prosjek 27%.

## Promet

### Zračni promet
Međunarodna zračna luka u Miamiju (Miami International Airport) je jedna od najprometnijih zračnih luka na svijetu. Ovo je glavna zračna luka u području Miamija koja ima godišnji promet od preko 35 milijuna putnika. Prema stranom prometu ovo je treća luka u SAD-u (ispred nje su Zračna luka John F. Kennedy u New Yorku i LAX u Los Angelesu), te sedma u svijetu. Zračna luka je povezana stalnim letovima s preko 70 gradova u Sjevernoj i Južnoj Americi, Europi i Bliskom istoku.
Šire područje grada služi i obližnja međunarodna zračna luka Fort Lauderdale-Hollywood.

### Pomorski promet
Miamijska luka za pomorski promet je najveća luka namijenjena brodovima za kružna putovanja u svijetu. Godine 2005., kroz luku je prošlo 3 605 201 putnika. Ovo je također i jedna od najznačajnijih luka za teretni promet u SAD-u, s uvozom od skoro deset milijuna tona tereta godišnje. Prema prometu s Latinskom Amerikom, je ovo druga luka u Sjevernoj Americi, a ispred nje je samo luka južne Louisiane. Luka se nalazi na 2,10 km² i ima sedam putničkih terminala. Najznačajniji uvozni teretni promet čine roba, građevinski materijali i alkoholna pića. Najznačajniji izvozni teretni promet čine roba, tiskovine i tekstili. Zemlja iz koje se najviše uvozi je Kina, dok je zemlja u koju se najviše izvozi Honduras.

### Javni promet
Za javni promet u gradu zaduženo je društvo Miami-Dade Transit koje upravlja jevnim prijevozom u okrugu Miami-Dade. Ovo društvo upravlja najvećom prijevozonom mrežom na Floridi, i 14. je po važnosti u SAD-u. Javni prijevoz čini :
- Metrorail - metro linija dugačka 36 km koju koristi oko 62 300 putnika dnevno. Postoje planovi za otvaranje tri nove linije u budućnosti.
- Metromover - oblik nadzemne željeznice koji povezuje središte grada i spaja se s Metrorailom na postajama Government Center i Brickell. Linija je dugačka 7,1 km.
- Metrobus - autobusna mreža s više od 100 linija koju dnevno koristi oko 267 700 putnika.
- Paratransit - oblik prijevoza namijenjen hendikepiranim osobama.

### Cestovni i željeznički promet
Kroz Miami prolaze četiri državne autoceste, to su I-75, I-95, I-195, I-395, te više državnih cesta, kao U.S. Route 1, U.S. Route 27, U.S. Route 41 i U.S. Route 441; na koje se spaja cestovna mreža Floride.
U Miamiju je južni kraj Amtrakovih atlantskih željeznica, a zadnja stanica nalazi se u Hialeahu, u predgrađu.

## Kultura

### Miami u popularnoj kulturi
Radnja mnogih televizijskih serija zbiva se u Miamiju, kao što su serije Reži me, CSI: Miami, Glades i Dexter. The Jackie Gleason Show bio je sniman u Miami Beachu od 1964. do 1970. godine. Radnja NBC-evog sitcoma Good Morning, Miami se događa u radnom okruženju televizijske stanice u Miamiju. Radnja sitcomova Zlatne djevojke i Empty Nest, kao i detektivskih serija Surfside 6 i Poroci Miamija također se događaju u Miamiju. Grad je 2004. i 2005. ugostio MTV Video Music Awards. U gradu je snimljen i veliki broj reality showova.
Radnja videoigre Grand Theft Auto: Vice City i Grand Theft Auto: Vice City Stories događa se u izmišljenom gradu Vice City, koji je uvelike temeljen na Miamiju. Kroz igru se čak mogu čuti brojni likovi koji govore haićanskim kreolskim i španjolskim jezikom.
Miami je i središte latinoameričke televizijske i filmske produkcije. Ovdje se snimaju mnogi programi na španjolskom jeziku, većinom u Hialeahu i Doralu. Ovi programi uključuju televizijske kvizove, informativne emisije i telenovele kao Morelia i La Mujer de Mi Vida. Među najpopularnijim programima u španjolskom govornom području su subotnji show Sábado Gigante i talk showovi Cristina Saralegui i El Gordo y la Flaca.
U gradu su snimljeni mnogi filmovi, kao što su: Svi su ludi za Mary, Divlja igra, Ace Ventura: Šašavi detektiv, Prebrzi i prežestoki, Zločesti dečki i Zločesti dečki 2, Transporter 2, Krletka, Zamjenik, Blow, Istinite laži, Reno 911!: Miami, Quick Pick, Poroci Miamija (temeljen na istoimenoj televizijskoj seriji), Cocaine Cowboys, Lice s ožiljkom, te filmovi Jamesa Bonda Goldfinger, Operacija Grom i Casino Royale.

### Glazba
Glazbena kultura grada je vrlo bogata i raznolika. Latinoamerikanci su iz svojih domovina donijeli instrumente conga i rumba, koji su se ovdje udomaćili kao i salsa, bachata, merengue, vallenato, te reggae, soca, kompa, zouk, calypso, i steeldrum.
Tijekom 1970-ih u Miamiju su djelovali brojni glazbeni umjetnici iz disco žanra. Miami je poznat po freestyle glazbi, obliku dance glazbe koji je bio vrlo popularan u 1980-im i 1990-im godinama, a koji je bio pod jakim utjecajem electro, hip-hop i disco glazbe.
Poznati hip-hop glazbenici iz Miamija su 2 Live Crew, Dre, J.T. Money (iz Poison Clana), Pretty Ricky, Trick Daddy, Trina, Pitbull, te Rick Ross.
U Miamiju se odvija elektronski Winter Music Conference, kao i mnogi drugi festivali vezani uz electro glazbu.
Miami je zajedno sa susjednim Miami Beachom poznat po slavnim noćnim klubovima.

### Mediji
Najveći dnevni listovi u Miamiju su The Miami Herald i South Florida Sun-Sentinel na engleskom jeziku i El Nuevo Herald i Diario Las Americas na španjolskom jeziku. The Miami Herald su također i najvažnije lokalne novine s preko milijun čitatelja.
Miami je dvanaesto po veličini radijsko tržište i sedamnaesto po veličini televizijsko tržište u SAD-u. Televizijske stanice koje djeluju na području Miamija su WAMI (Telefutura), WBFS (My Network TV), WSFL (The CW), WFOR (CBS), WHFT (TBN), WLTV (Univision), WPLG (ABC), WPXM (ION), WSCV (Telemundo), WSVN (FOX), WTVJ (NBC), WPBT (PBS), WLRN i WSBS Mega TV.

## Sport
| Momčad           | Liga                   | Stadion                | Osnutak | Naslovi |
| ---------------- | ---------------------- | ---------------------- | ------- | ------- |
| Florida Marlins  | MLB (bejzbol)          | Dolphin Stadium        | 1993.   | 2       |
| Miami Heat       | NBA (košarka)          | AmericanAirlines Arena | 1988.   | 2       |
| Miami Dolphins   | NFL (američki nogomet) | Dolphin Stadium        | 1966.   | 2       |
| Miami FC         | USL (nogomet)          | Tropical Park Stadium  | 2006.   | 0       |
| Florida Panthers | LNH (hokej na ledu)    | BankAtlantic Center    | 1993.   | 0       |

## Gradovi prijatelji
Miami je zbratimljen s deset gradova:
- Bogotá, Kolumbija
- Buenos Aires, Argentina
- Kagošima, Japan
- Lima, Peru
- Madrid, Španjolska
- Port-au-Prince, Haiti
- Cingtao, Kina
- Salvador, Brazil
- Santiago, Čile
- Santo Domingo, Dominikanska Republika

## Vanjske poveznice
- (engl.)(šp.)Službene stranice grada  Arhivirana inačica izvorne stranice od 8. kolovoza 2006. (Wayback Machine)
- (engl.)(šp.)(fr.)Vodič kroz Miami

### Ostali projekti
|  | Zajednički poslužitelj ima stranicu o temi Miami, Florida |